# Лепёхин, Константин Петрович
Константи́н Петро́вич Лепёхин (род. 2 октября 1975 года, Козловка, Воронежская область, РСФСР) — российский футболист, защитник и полузащитник, тренер.

## Карьера

### Клубная
Воспитанник майкопской спортшколы. Первый тренер — Семён Манаширов. Карьеру начал в 1993 году в майкопской «Дружбе». В 1996 году после первого круга перешёл в санкт-петербургский «Зенит», забив гол в первом же матче за клуб (в Москве против «Спартака», 2:0). После прихода в «Зенит» Властимила Петржелы клуб отказался от услуг Лепёхина, и он, после сорвавшихся переговоров с новороссийским «Черноморцем», оказался в «Динамо (СПб)». По окончании сезона команда прекратила существование, и Лепёхин перешёл в краснодарскую «Кубань», однако из-за травмы провёл только один матч за основной состав в Кубке России и семь матчей за дубль.
В 2005 году из-за хронической травмы колена завершил карьеру.

### В сборной
Выступал за юношескую сборную России. Провёл один матч за олимпийскую сборную — 10 октября 1995 года против сборной Греции. Принимал участие в молодёжном чемпионате мира 1995 в Катаре — 4 матча.

### Тренерская
В 2006 году работал селекционером в молдавском «Зимбру». В 2009 году, совместно с Софербием Ешуговым стал тренером майкопской «Дружбы», в феврале 2010 года — главный тренер. С 2012 года — помощник тренера молодёжного состава ФК «Русь» (Санкт-Петербург).
Работал начальником команды брянского «Динамо».
С 2018 года — вновь помощник Софербия Ешугова в майкопской «Дружбе».
В 2021 году был тренером в СШ «Ленинградец».
С июля 2022 — в тренерском штабе ФК «Динамо» (Санкт-Петербург). 10 января 2023 стал тренером ФК «Ядро», где стал работать с Александром Куртеяном, до октября 2022 года тренировавшим «Динамо». С апреля 2025 года — тренер в футбольной школе «Прорыв» Санкт-Петербург.

## Достижения
- Бронзовый призёр чемпионата России: 2001
- Обладатель Кубка России: 1998/99
- Финалист Кубка Интертото: 2000
- Финалист Кубка России: 2001/02